# Dell Vostro
Dell Vostro là dòng máy tính để bàn và máy tính xách tay của Dell hướng đến đối tượng khách hàng doanh nghiệp. Từ 2013, dòng sản phẩm này đã ngừng bán tại một số website của Dell nhưng vẫn còn tại một số thị trường như Malaysia.
Trước Vostro, dòng máy tính của Dell dành cho gia đình và doanh nghiệp nhỏ gồm: Dimension là máy tính để bàn và Inspiron là máy tính xách tay. Sau khi giới thiệu Vostro, dòng Dimension đã bị ngưng phát triển, và dòng Inspiron bao gồm cả máy tính để bàn và xách tay dành cho gia đình. Sự khác biệt giữa dòng Inspiron và Vostro là dòng Vostro rẻ hơn nhưng được hỗ trợ kỹ thuật hạn chế hơn.

## Tạm ngưng phát triển
Tháng 7 năm 2013, Dell thông báo sẽ ngưng sản xuất dòng máy Vostro. Việc ngừng phát triển dòng Vostro được giải thích là do công nghệ thay đổi và nhu cầu của các doanh nghiệp giảm. Sau đó, Vostro đã được phát triển lại trên thị trường vào đầu năm 2015.

## Các dòng laptop hiện tại
Dòng máy tính xách tay Vostro hiện tại bao gồm dòng Vostro 3000 được phát hành vào ngày 9 tháng 3 năm 2010, dòng Vostro 14 5000 được phát hành vào ngày 13 tháng 10 năm 2015 và dòng Vostro 15 5000 được phát hành vào ngày 20 tháng 1 năm 2017.